# 魔兽世界
《魔獸世界》（縮寫作），簡稱魔獸，是由暴雪娛樂製作的一款大型多人在線角色扮演遊戲。魔獸世界的劇情開端點是在《魔獸爭霸3：寒冰霸權》結束之後的故事。
暴雪於2001年9月2日宣布製作《魔獸世界》。《魔獸世界》於2004年年中在北美公開測試，同年11月23日，魔獸跨媒體製作系列10周年之際，《魔獸世界》在北美與大洋洲正式發行。

## 故事背景
魔獸世界的背景故事缘起于《寒冰王座》四年後的艾澤拉斯大陸。隨著阿克蒙德的惡魔燃燒軍團在海加爾山被擊退，以及阿薩斯和巫妖王合為一體使天譴軍團的亡靈陷入沉睡，大陸上的联盟与部落两大势力逐漸形成了对立状态，而新的威胁卻正在不断产生。
在杜洛塔的旱土上，由索爾所領導的部落安頓定居下來並繼續擴充軍隊的規模，他們邀請被遺忘者加入獸人、牛頭人和食人妖的行列。同時，矮人、地精和古老的夜精靈也發誓效忠由人類王國暴風城所領導的聯盟。在暴風城國王瓦里安·烏瑞恩神秘失蹤後，大領主伯瓦爾‧弗塔根擔任攝政王一職，但是偽裝成人類女貴族的黑龍軍團的奧妮克希亞控制他的心智，從幕後操控整個王國。正當英雄們探查奧妮克希亞的陰謀時，古老的強敵卻現身世界各地，威脅著部落和聯盟。

### 攻陷黑翼之巢（1.6更新檔）
在黑石山的炙熱中心深處，黑龍軍團的奈法利安利用其他龍族軍團的鮮血進行恐怖的實驗。他率領殘餘的黑暗部落，一支由舊部落中追崇嗜血殺戮的份子所組成的野蠻部隊，企圖將整個黑石山牢牢掌控在自己手中。這些墮落的獸人、食人妖和其他種族成員與火焰之王拉格納羅斯以及黑暗的黑鐵矮人為爭奪黑石山的控制權而相互為敵。在被無畏的英雄擊敗之前，奈法利安創造出瘋狂的炫彩龍和畸形怪，企圖打造一支強大到足以統治艾澤拉斯大陸的軍隊，以繼承他惡名昭彰的父親，毀滅者死亡之翼的邪惡意志。

### 血神的興起（1.7更新檔）
多年前，在阿塔哈卡神廟的廢墟中，奪魂者血神哈卡的忠誠祭司企圖將憤怒的神靈化身召喚到這個世界上。但是他的隨從，阿塔萊祭司發現奪魂者只有在古巴拉什的舊都祖爾格拉布才能被召喚。於是，哈卡在這座叢林堡壘中重生，控制了古巴拉什部族以及食人妖族中被賦予強大野獸之神能力的勇士。只有當崛起的贊達拉部族向部落和聯盟徵召的勇士成功攻入祖爾格拉布之時，奪魂者的黑暗操控才能被終止。

### 安其拉之門（1.9更新檔）
長年以來，偉大的沙漠堡壘安其拉一直佇立於甲蟲之牆後，這裡也是曾經將卡林多大陸推向毀滅的野蠻種族——其拉蟲族的家園。但更為兇殘的力量，古神克蘇恩仍暗藏於安其拉城牆後；這股古老力量計劃將邪惡散佈至整個艾澤拉斯大陸。克蘇恩使其拉蟲族變得狂怒，而聯盟和部落也同心協力準備迎戰。這支來自聯盟和部落並被稱為卡林多聯軍的混合部隊，在獸人瓦洛克·薩魯法爾的指揮下打開安其拉之門。攻擊目標：圍攻安其拉廢墟和安其拉神廟並消滅遠古時代的可怕敵人。

### 納克薩瑪斯之影（1.11更新檔）
巫妖王急於將天譴軍團散播至整個艾澤拉斯，他將可怕的天譴軍團作戰基地、漂浮在空中的納克薩瑪斯堡壘賜給他忠貞的僕人，巫妖克爾蘇加德。血色十字軍和銀色黎明接連不斷的進攻削弱了漂浮堡壘的防禦，最後終於成功擊敗克爾蘇加德。然而，一名銀色黎明的叛徒卻攜帶科爾蘇加德被詛咒的遺骸，逃亡至巫妖得以重生的北裂境。

## 遊戲内容
《魔獸世界》現有的遊戲内容基於本傳以及其後資料片的修改。

### 角色、種族與職業

魔獸世界中的矮人玩家角色

通過註冊帳號可以在《魔獸世界》中建立角色。目前人物角色的最高等級為70級。
根據遊戲內載入介面的“小提示”(Tips)的內容，一個帳號在同一個伺服器中能建立的角色個數上限為11個（第六個資料片【軍團再臨】前夕開放後，上限改為12個），而不同伺服器總共相加至多能建立50個角色。
《魔獸世界》共有13個核心種族和10個同盟種族可供玩家選擇，這些種族被劃分在兩個對立的陣營中：聯盟和部落，在遊戲裡，對立陣營因為語言不通，所以無法直接溝通，每個種族的角色都可以選擇性别、髮型、臉型和特徵。任何正式的遊戲帳號均可創建核心種族，而同盟種族則需在遊戲内達成相應成就解鎖。
- 聯盟陣營(Alliance)由人類(Human)、矮人(Dwarf)、()、()、德萊尼(Draenei)以及狼人(Worgen)組成。

- 部落陣營(Horde)由獸人(Orc)、牛頭人(Tauren)、()、亡靈／被遺忘者(Undead/Forsaken)、血精靈(Blood Elf)、()組成。

- 中立陣營(Alliance/Horde)：熊貓人(Pandaren)。

- 玩家在遊戲中也會碰到其他種族的非玩家角色，如巨魔(Ogre)、魚人(Murloc)、納迦(Naga)等。

《魔獸世界》中一共有12種職業：戰士(Warrior)、盜賊(Rogue)、獵人(Hunter)、法師(Mage)、術士(Warlock)、牧師(Priest)、德魯伊(Druid)、聖騎士(Paladin)、薩滿(Shaman)、死亡騎士(Death Knight)（巫妖王之怒版本新增）、武僧(Monk)（潘達利亞之謎版本新增）以及惡魔獵人(Demon Hunter)（軍臨天下版本新增）。並非任意種族都能選擇任意職業，根據遊戲的背景設定，不同的種族可選的職業也各有不同的特色。
在8.0資料片中，聯盟和部落分别增加四個新的同盟種族，玩家需要達到相應陣營的聲望並完成一系列同盟種族解鎖任務後才可以創建這些種族的角色，且與主要種族出生等級為1級不同，同盟種族新建角色即為20級。8.3版本分别新增了機械地精和狐狸人两個同盟種族。
- 聯盟陣營：(Void Elf)、光鑄德萊尼 (Lightforged Draenei)、黑鐵矮人(Dark Iron Dwarf)、庫爾提拉斯人類(Kul Tiran)、()。

- 部落陣營：(Highmountain Tauren)、()、()、()、()。

在8.3补丁《恩若司的幻象》中，预购了资料片《暗影国度》的玩家，所有同盟種族以及熊貓人均可以創建死亡騎士。
|                                              | 種族      |      |      |           |             |           |      |             |           |      |             |      |             |
| 職業                                         | 聯盟 人類 | 聯盟 | 聯盟 | 聯盟 矮人 | 聯盟 德萊尼 | 聯盟 狼人 | 部落 | 部落 牛頭人 | 部落 獸人 | 部落 | 部落 血精靈 | 部落 | 中立 熊貓人 |
| 德鲁伊                                       | 否        | 是   | 否   | 否        | 否          | 是        | 是   | 是          | 否        | 否   | 否          | 否   | 否          |
| 獵人                                         | 是        | 是   | 是   | 是        | 是          | 是        | 是   | 是          | 是        | 是   | 是          | 是   | 是          |
| 法師                                         | 是        | 是   | 是   | 是        | 是          | 是        | 是   | 是          | 是        | 是   | 是          | 是   | 是          |
| 聖騎士                                       | 是        | 否   | 否   | 是        | 是          | 否        | 否   | 是          | 否        | 否   | 是          | 否   | 否          |
| 牧師                                         | 是        | 是   | 是   | 是        | 是          | 是        | 是   | 是          | 是        | 是   | 是          | 是   | 是          |
|                                              | 是        | 是   | 是   | 是        | 是          | 是        | 是   | 是          | 是        | 是   | 是          | 是   | 是          |
|                                              | 否        | 否   | 否   | 是        | 是          | 否        | 是   | 是          | 是        | 否   | 否          | 是   | 是          |
| 術士                                         | 是        | 是   | 是   | 是        | 是          | 是        | 是   | 是          | 是        | 是   | 是          | 是   | 是          |
| 戰士                                         | 是        | 是   | 是   | 是        | 是          | 是        | 是   | 是          | 是        | 是   | 是          | 是   | 是          |
| 死亡騎士                                     | 是        | 是   | 是   | 是        | 是          | 是        | 是   | 是          | 是        | 是   | 是          | 是   | 是          |
| 武僧                                         | 是        | 是   | 是   | 是        | 是          | 是        | 是   | 是          | 是        | 是   | 是          | 是   | 是          |
| 惡魔獵人                                     | 否        | 是   | 否   | 否        | 否          | 否        | 否   | 否          | 否        | 否   | 是          | 否   | 否          |
| 注：熊貓人可以選擇聯盟或者部落作為自己的陣營 |           |      |      |           |             |           |      |             |           |      |             |      |             |

|          | 種族 |                 |               |                     |      |      |      |      |      |      |
| 職業     | 聯盟 | 聯盟 光铸德莱尼 | 聯盟 黑鐵矮人 | 聯盟 庫爾提拉斯人類 | 聯盟 | 部落 | 部落 | 部落 | 部落 | 部落 |
| 德鲁伊   | 否   | 否              | 否            | 是                  | 否   | 否   | 是   | 否   | 是   | 否   |
| 獵人     | 是   | 是              | 是            | 是                  | 是   | 是   | 是   | 是   | 是   | 是   |
| 法師     | 是   | 是              | 是            | 是                  | 是   | 是   | 是   | 是   | 是   | 是   |
| 聖騎士   | 否   | 是              | 是            | 否                  | 否   | 否   | 否   | 否   | 是   | 否   |
| 牧師     | 是   | 是              | 是            | 是                  | 是   | 是   | 是   | 是   | 是   | 是   |
|          | 是   | 是              | 是            | 是                  | 是   | 是   | 是   | 是   | 是   | 是   |
|          | 否   | 否              | 是            | 是                  | 否   | 否   | 是   | 是   | 是   | 是   |
| 術士     | 是   | 是              | 是            | 是                  | 是   | 是   | 是   | 是   | 是   | 是   |
| 戰士     | 是   | 是              | 是            | 是                  | 是   | 是   | 是   | 是   | 是   | 是   |
| 死亡騎士 | 是   | 是              | 是            | 是                  | 是   | 是   | 是   | 是   | 是   | 是   |
| 武僧     | 是   | 是              | 是            | 是                  | 是   | 是   | 是   | 是   | 是   | 是   |
| 惡魔獵人 | 否   | 否              | 否            | 否                  | 否   | 否   | 否   | 否   | 否   | 否   |

### 角色成長
遊戲中的角色設有四項主要屬性（力量、敏捷、耐力、智力；早期版本還有精神，但已被移除）以及次要屬性（主要為急速、爆擊、精通、全能；少數裝備會提供閃避、招架、格檔等次要屬性；早期版本還有命中，但已被移除）。屬性影響著角色的各種能力，不同職業的角色需要注重的屬性有所不同；基本屬性的強弱以數字表示，數字越大則越強。

### 專業技能
《魔獸世界》總共有11種專業技能可供玩家選擇，分别是：採礦、剝皮、草藥學、裁縫、附魔、鍛造、工程學、珠寶設計、製皮、鍊金術以及銘文學，這些專業技能分為採集型和製造型兩種而玩家可以從中選擇兩種。玩家在遊戲中通過專業獲得的資源和成品可以放到城市中的拍賣場與其他玩家進行交易。很多玩家選擇兩個互相搭配的商業技能，使其可以在採集到需要的資源後馬上進行製造。除此之外，遊戲中還有五種輔助技能：騎術、急救、烹飪、釣魚和考古學。
在8.0《爭霸艾澤拉斯》已將輔助專業技能-急救移除，並將原本屬於急救技能的內容移至裁縫。

### 副本(Raid)
副本 （页面存档备份，存于）在《魔獸世界》中，概念類似其他同類型遊戲的「地下城」，是要跨過傳送門而進入的特殊區域。為了避免不同隊伍間的相互干擾，針對同一個副本，系統會為每一支進入副本的隊伍產生獨立的地下城，並以地圖資料作為區分。因此在副本裡，不會看到隊伍成員以外的其他玩家，同樣的，進行副本任務時，隊伍外的玩家也無法對該隊伍做出支援。
《魔獸世界》擁有數量龐大的地下城（副本），擁有大量擊殺難度超過普通怪物的精英級怪物甚至首領級怪物（在玩家達到最高等级後等級仍顯示為骷髏的怪物），而任務獎勵的和怪物及首領(Boss)掉落的裝備也會比普通任務的獎勵擁有更好的品質。每一個副本中，最多容許一個隊伍進行探險。根據地下城的規模不同一般將副本分為分為地城（最多允許5人進入）、團隊副本（由一個固定上限為10、20、25、40人或一個10-30人的隊伍進入）和事件（一種特殊的副本形式，只允許一個3人小隊加入），而團隊副本的難度和強度都顯著高於地城以及事件。
團隊副本通常都有冷卻時間，讓團隊無法靠連續完成同樣的副本來快速累積裝備。

### 玩家對戰(PVP)
達到指定目標時取得勝利的玩家對戰可以賺取特定貨幣和陣營聲望，從而獲得面對玩家時更強的裝備或其他物品。
- 戰場：陣營雙方各由10-40名玩家，於特定規則的戰場地圖進行對戰，略分為搶旗、領土佔領、資源爭奪及複合模式。

- 地圖戰場：陣營雙方於特定地圖（地獄火半島、哈剌、冬握湖）佔領重要據點以取得資源（BUFF、副本、榮譽獎章）。

- 競技場：兩隊各由2人，3人或5人組成的隊伍進行生死鬥。

- 決鬥：於野外地區插旗進行1對1生死鬥（無法擊殺玩家）。

野外陣營對戰根據情況亦提供獎勵。

## 开发
2001年9月的欧洲电脑交易展上，暴雪首次公布魔兽世界。游戏于1999年开始制作连同广泛测试的时间总计4到5年。魔兽世界中的3D图形元素使用原来用于魔兽争霸III的专用图形引擎。游戏设计出了一个开放的环境，玩家可以做自己喜欢的事。任务是可选的，旨在引导玩家，提升角色，使玩家分散在各地避免设计者所说的“玩家扎堆”。允许玩家自定义游戏界面和控制方式，并且可以安装插件和做出其他修改。

### 经典旧世(Vanilla Wow)
| 版本 | 英文名称                  | 中文名称       | 上线日期（北美） | 上线日期（中国大陆） |
| ---- | ------------------------- | -------------- | ---------------- | -------------------- |
| 1.1  | World of Warcraft         | 魔兽世界       | 2004-11-07       | -                    |
| 1.2  | Mysteries of Maraudon     | 玛拉顿之谜     | 2004-12-18       | -                    |
| 1.3  | Ruins of the Dire Maul    | 厄运之槌的废墟 | 2005-03-07       | -                    |
| 1.4  | The Call to War           | 战争的召唤     | 2005-04-19       | 2005-04-26           |
| 1.5  | Battlegrounds             | 战场           | 2005-06-07       | 2005-06-28           |
| 1.6  | Assault on Blackwing Lair | 进军黑翼之巢   | 2005-07-12       | 2005-08-09           |
| 1.7  | Rise of the Blood God     | 血神的复苏     | 2005-09-13       | 2005-09-26           |
| 1.8  | Dragons of Nightmare      | 梦魇之龙       | 2005-10-10       | 2005-10-18           |
| 1.9  | The Gates of Ahn'Qiraj    | 安其拉之门     | 2006-01-03       | 2006-01-09           |
| 1.10 | Storms of Azeroth         | 艾泽拉斯的风暴 | 2006-03-28       | 2006-04-04           |
| 1.11 | Shadow of the Necropolis  | 纳克萨玛斯之影 | 2006-06-20       | 2006-06-27           |
| 1.12 | Drums of War              | 战鼓震天       | 2006-08-22       | 2006-09-19           |

### 資料片
| 版本 | 英文名稱                          | 中文名稱         | 上線日期（北美） | 上線日期（台灣） | 上線日期（中國大陸） |
| ---- | --------------------------------- | ---------------- | ---------------- | ---------------- | -------------------- |
| 2    | The Burning Crusade               | 燃烧的远征       | 2007-01-16       | 2007-04-03       | 2007-09-06           |
| 2.0  | Before the Storm                  | 风暴前夕         | 2006-12-05       | 2007-03-20       | 2007-06-26           |
| 2.1  | The Black Temple                  | 黑暗神殿         | 2007-05-22       | ??               | 2007-09-06           |
| 2.2  | Voice Chat!                       | 语音聊天         | 2007-09-25       | ??               | ??                   |
| 2.3  | The Gods of Zul'Aman              | 邪神禁地祖阿曼   | 2007-11-13       | ??               | 2007-11-19           |
| 2.4  | Fury of the Sunwell               | 决战太阳之井     | 2008-03-25       | ??               | 2008-04-01           |
| 3    | Wrath of the Lich King            | 巫妖王之怒       | 2008-11-13       | 2008-11-18       | 2010-08-31           |
| 3.0  | Echoes of Doom                    | 末日回响         | 2008-10-14       | ??               | 2008-12-08           |
| 3.1  | Secrets of Ulduar                 | 奥杜尔的秘密     | 2009-04-14       | ??               | -                    |
| 3.2  | Call of the Crusade               | 北伐的召唤       | 2009-08-04       | ??               | 2010-08-31           |
| 3.3  | Fall of the Lich King             | 巫妖王的陨落     | 2009-10-08       | ??               | 2011-01-20           |
| 4    | Cataclysm                         | 大災變           | 2010-12-07       | 2010-12-09       | 2011-07-12           |
| 4.0  | Cataclysm System Patch            | 大災變前夕       | 2010-10-12       | ??               | -                    |
| 4.1  | Rise of the Zandalari             | 贊達拉的崛起     | 2011-04-26       | ??               | 2011-07-12           |
| 4.2  | Rage of the Firelands             | 火焰的愤怒       | 2011-06-28       | ??               | 2011-10-11           |
| 4.3  | Hour of Twilight                  | 暮光审判         | 2011-11-29       | ??               | 2011-12-13           |
| 5    | Mists of Pandaria                 | 熊猫人之谜       | 2012-09-25       | 2012-09-27       | 2012-10-02           |
| 5.0  | Mists of Pandaria System Patch    | 熊猫人之谜前夕   | 2012-08-28       | ??               | 2012-09-05           |
| 5.1  | Landfall                          | 夺岛奇兵         | 2012-11-27       | ??               | 2012-12-04           |
| 5.2  | The Thunder King                  | 雷神再临         | 2013-03-05       | ??               | 2012-03-12           |
| 5.3  | Escalation                        | 绝地反击         | 2013-05-21       | ??               | 2013-05-23           |
| 5.4  | Siege of Orgrimmar                | 围攻奥格瑞玛     | 2013-09-10       | ??               | 2013-09-12           |
| 6    | Warlords of Draenor               | 德拉诺之王       | 2014-11-13       | 2014-11-20       | 2014-11-20           |
| 6.0  | Warlords of Draenor Pre-expansion | 钢铁部落前夕     | 2014-10-14       | ??               | 2014-10-17           |
| 6.1  | The Adventure Continues           | 传说任务再续     | 2015-02-24       | ??               | 2015-02-26           |
| 6.2  | Fury of Hellfire                  | 地狱火危机       | 2015-06-22       | ??               | 2015-06-25           |
| 7    | Legion                            | 军团再临         | 2016-08-30       | 2016-09-01       | 2016-09-01           |
| 7.0  | Legion Pre-expansion              | 军团再临前夕     | 2016-07-19       | ??               | 2016-07-21           |
| 7.1  | Return to Karazhan                | 重返卡拉赞       | 2016-10-25       | ??               | 2016-10-27           |
| 7.2  | Tomb of Sargeras                  | 萨格拉斯之墓     | 2017-03-28       | ??               | 2017-04-01           |
| 7.3  | Shadows of Argus                  | 阿古斯之影       | 2017-08-29       | ??               | 2017-08-30           |
| 8    | Battle for Azeroth                | 決戰艾澤拉斯     | 2018-08-13       | 2018-08-14       | 2018-08-14           |
| 8.0  | Battle for Azeroth Pre-expansion  | 決戰艾澤拉斯前夕 | 2018-07-17       | ??               | 2018-07-18           |
| 8.1  | Tides of Vengeance                | 復仇之潮         | 2018-12-11       | ??               | 2018-12-12           |
| 8.2  | Rise of Azshara                   | 艾萨拉的崛起     | 2019-06-25       | ??               | 2019-06-26           |
| 8.3  | Visions of N'Zoth                 | 恩佐斯的幻象     | 2020-01-14       | ??               | 2020-01-16           |
| 9    | Shadowlands                       | 暗影之境         | 2020-11-23       | 2020-11-24       | 2020-11-24           |
| 9.0  | Shadowlands Pre-expansion         | 暗影之境前夕     | 2020-10-13       | ??               | 2020-10-15           |
| 9.1  | Chains of Domination              | 统御之链         | 2021-6-29        | ??               | 2021-7-1             |
| 9.2  | Eternity's End                    | 永恒之尽         | 2022-2-22        | ??               | 2022-2-24            |
| 10   | Dragonflight                      | 巨龍崛起         | 2022-11-28       | 2022-11-29       | -                    |
| 10.1 | Embers of Neltharion              | 奈薩里奧的餘燼   | ??               | 2023-5-4         | -                    |
| 10.2 | Guardians of the Dream            | 夢境守護者       | ??               | 2023-11-9        | -                    |
| 11   | The War Within                    | 地心之戰         | 2024-08-27       | 2024-08-27       | 2024-08-27           |
| 11.0 | The War Within Pre-expansion      | 地心之戰前夕     | 2024-07-23       | 2024-07-25       | 2024-08-01           |

2005年10月28日，暴雪公佈了《魔獸世界》的第一款資料片：《魔獸世界：燃燒的遠征》。游戏内容包括新大陸（外域）、角色等級上限提升到70級、重新設計各職業天賦的定位、飛行座騎、新的專業技能（珠寶加工）、新的副本和戰場，新種族：德萊尼（聯盟），血精靈（部落），各大主城開設理髮廳供玩家角色變換新造型。此资料片已於2007年正式上市。
《魔獸世界：巫妖王之怒》是魔獸世界系列遊戲的第二款資料片，此資料片於2007年8月在Blizzcon中正式公佈其開發資訊，並於2008年11月18日上市。游戏内容包括新英雄職業死亡骑士，开放了拥有众多新副本和新装备的北裂境，新專業銘文學，并将人物角色等级上限提升至80级，成就系統。
暴雪娛樂於BlizzCon 2009中宣佈第三部資料片命名為《魔獸世界：浩劫與重生》（台服譯法）／《魔兽世界：大地的裂变》（中服譯法）並於2010年12月7日正式上線，遊戲舞台將回歸被死亡之翼破壞的艾澤拉斯大陸，同時亦有兩個新種族分別加入聯盟和部落。联盟方加入新种族：狼人；部落方加入新种族：哥布林。游戏内容将在改頭換面的艾泽拉斯大陆进行，重製了大部分艾泽拉斯地图與副本，增加了深岩之洲、海加尔、瓦斯琪尔、奥丹姆和暮光高地新区域，其中瓦斯琪尔是首次开放的水下地图。並且開放飛行座騎在艾澤拉斯飛行，增加新的第二专业技能：考古学，并将人物等级上限提升至85级。
2011年暴雪娛樂於BlizzCon宣佈第四部資料片為《魔獸世界：潘達利亞之謎》（台服譯法）／《魔獸世界：熊貓人之謎》（中服譯法）。在《魔獸世界：熊貓人之謎》中，玩家可以探索全新的大陸（潘達利亞），邁向全新的90級上限。另外，冒險者可以使用魔獸世界的第一個中立種族（熊貓人）來選擇投靠部落或聯盟，並使用全新的職業武僧來鑽研熊猫人的古拳法。重新設計職業定位（專精）與新天賦系統，帳號共享成就、坐騎與小寵物，新加入的小遊戲：戰寵系統，提供玩家在小寵物的收集與對戰的樂趣。
2013年暴雪於暴雪嘉年華中宣布第五部資料片是《魔兽世界：德拉諾之霸》。在《魔兽世界：德拉諾之霸》中，玩家可以探索新的大陸德拉諾，等級上限提升到了100級。
格林威治时间2015年8月6日下午6时，2015年德国科隆游戏展上，暴雪正式公布第六部资料片《魔獸世界：軍臨天下》，并展示了游戏细节。另外玩家可以探索新的大陆破碎群島，等级上限提升到了110級。新增英雄職業惡魔獵人且將專業技能等級上限提升至800。
2017年暴雪嘉年華公佈了新資料片，《魔獸世界：決戰艾澤拉斯》，等級上限提高到120級，部落將前往贊達拉說服食人妖海軍勢力加入戰局；而聯盟則將揚帆前往海上霸權王國庫爾提拉斯，抵達珍娜·普勞德摩爾的家園；新開放的同盟種族能在任務後取得高嶺牛頭人、虛無精靈、黑鐵矮人等種族的信任，就能建立這些種族的新角色。
2019年暴雪嘉年華公佈了新資料片，《魔獸世界：暗影之境》，等級上限壓縮為60級，同時，玩家將來到全新世界地圖暗影國度探索冒險。另外《魔獸世界：經典版》於同年8月27日開放。
2022年，暴雪嘉年華公佈了《魔獸世界：巨龍崛起》資料片，玩家將重回艾澤拉斯大陸，再次成為艾澤拉斯守護者。首個種族與職業完全綁定的新種族「龍希爾」和新職業「喚魔師」將供玩家選擇；同時，天賦樹系統重新回歸，大幅重製天賦樹、專精和用戶界面（UI），更多樣化滿足玩家自定義需求。

### 音乐
魔兽世界游戏原声带由Jason Hayes, Tracy W. Bush, Derek Duke and Glenn Stafford创作和改编，2004年11月23日随典藏版发售。专辑中收录了游戏中出现的30首音乐。

## 相关事件

### 对现实人物的纪念
《魔兽世界》中常有为纪念玩家或设计者而设计的游戏内容，这涉及到包括前英军士兵Ben-Jack Shaw在内的许多人。

### 宋楚瑜的發表
宋楚瑜曾在政見發表會上表示魔獸世界非常好玩，並以此遊戲當舉例，「...如果我們的總統，無視於憲政分權跟民主正常運作的規範，這跟69年以前美國的麥卡錫主義沒有兩樣。」候選人宋楚瑜隨後表示：「我們過去有一個叫作線上的角色扮演遊戲，叫作《魔獸世界》，非常好玩，當《魔獸世界》在台灣的現實社會中出現，政治的魔獸完全控制了五院、媒體、網軍，而變成了超級的政治魔獸，這種外掛好玩嗎？應該存在嗎？」。

### 中国大陆代理权更替
《魔兽世界》中国大陆服务器的代理权在2009年由第九城市变更为网易，并引发了一系列事件。该事件影响甚广，不仅仅局限于游戏娱乐行业，受到中国网民高度关注，并引发众多效应。
2022年11月17日，《魔兽世界》中国大陆服务器被宣布在2023年代理到期后将再次停止服务。

### 中国大陆内容审查
- 2007年6月，中國大陸魔獸世界發生了「露骨亡靈長肉 （页面存档备份，存于）」事件。與此同時，角色死亡后釋放靈魂不再產生白骨，而是坟头和墓地。

- 2010年8月31日，資料片巫妖王之怒開放，玩家隨後發現含有“自由”一詞的角色、公會被要求改名，而聊天窗口中的自由也會被顯示為亂碼[9]。

### 大陆玩家迁移臺灣服务器
在燃燒的遠征及巫妖王之怒改版之後，因中國大陸服务器上线一度拖延和游戏内部环境变差（外挂，买卖金币和装备的工作室，代理商不作为），導致大量中國大陆玩家遷移至臺版，造成臺版玩家登入排隊、伺服器延遲情況日漸加劇，加上台灣代理公司智凡迪袖手旁觀，因此造成臺版玩家急速萎縮；众多臺灣玩家將這些中國大陆玩家称为「蝗蟲」或「么么人」以表達不滿。

### 官方怀旧服务器
在2017年的暴雪嘉年华活动中，暴雪公布了期待已久的官方怀旧服《World of Warcraft : Classic》（《魔兽世界：经典版》）的预告片，短片中克罗米按动按钮，让时间回溯，随后出现了之前资料片中的熊猫人之谜、大地的裂变、巫妖王之怒等内容。暴雪表示未来会为《魔兽世界》服务器提供“怀旧”(Classic)选项，供玩家体验。不过目前正在开发当中，具体上线时间和玩法一无所知。
2018年9月30日，暴雪透露怀旧服的开发取得重大进展。当天凌晨暴雪宣布在台灣时间11月3日（大约早上4点）的暴雪嘉年华开幕式之后，玩家就可以下载正在开发中的《魔兽世界》经典怀旧服试玩版本。玩家将有机会探索经典旧世的部分早期区域──联盟和部落各一片区域──体验限定的任务，并在第一时间亲身感受最初的艾泽拉斯。
2019年5月14日，暴雪公布官方怀旧服务器魔兽世界：经典版将于2019年8月27日正式开放。
2019年8月27日，魔兽世界：经典版开放。
2021年6月2日，魔兽世界：燃烧的远征经典版开放。
2022年9月27日，魔兽世界：巫妖王之怒经典版将开放。

### 中國大陸地區運營終止事件
自2023年1月24日0时起，在中国大陆地区由上海网之易网络科技有限公司所运营的包括《魔兽世界》在內的暴雪游戏产品，在中国大陆地区的官方网站、游戏服务、以及战网服务等均已停止。
此舉導致大量中國大陸玩家遷移至臺服經典版，造成臺版玩家登入排隊、伺服器延遲情況日漸加劇，加上官方袖手旁觀，不處理遊戲內RMT行為、任由工作室洗頻，遊戲生態日益崩壞，因此造成臺版玩家急速萎縮；眾多臺灣玩家戲稱為「蝗蟲再臨」。随后在2024年8月1日，中国大陆地区的服务器重启，玩家可以重新在线上进行游戏。

## 评价和影响
| 汇总媒体     | 得分 |
| ------------ | ---- |
| GameRankings | 92%  |
| Metacritic   | 93%  |

| 媒体          | 得分        |
| ------------- | ----------- |
| 1UP.com       | A           |
| ActionTrip    | 9.1/10      |
| Edge          | 9 out of 10 |
| Eurogamer     | 8 out of 10 |
| Game Informer | 9.5/10      |
| GamePro       | 4.5/5       |
| GamesMaster   | 93%         |
| GameSpot      | 9.5/10      |
| GameSpy       | [ 25 ]      |
| IGN           | 9.1/10      |
| PC Gamer英国  | 94%         |

### 獲獎紀錄
- 2005遊戲開發者優秀評選(Game Developers Choice Awards)
  - 優秀遊戲視覺藝術(Excellence in Visual Arts)

### 正面评价
- 2011年8月1日，中國大陸官方媒體CCTV讚揚魔獸世界很有創意，一並稱赞美國暴雪公司。同时也指責、批判國内的眾多網路遊戲缺乏創造力，良莠不齐[27]。
- 2012年在線遊戲開發者大會日前宣布，《魔兽世界》和Raph Koster将被授予網游行業的最高榮譽。評委會稱在《魔獸世界》不仅极大推動了網游產業的發展，同時在營運近八年的時間内依然广受欢迎，至今仍有来自全球各地的用户在积极加入。即将推出的新資料片有望創造遊戲的新紀錄，使得這一品牌越发显著的成為當代流行文化的一個重要標誌。《魔獸世界》將成為繼《无尽的任務》和《網路創世紀》後，進入“精選在線獎榮譽殿堂”的第三款網游。

### 负面评价
- 美籍华人陶宏开在CCTV表示，将《魔兽世界》与毒品相比，批评魔兽使青少年网络成瘾。通过此次节目陶宏开获得了较大的知名度，借此其开办的“网瘾治疗基地”年获利千万余元。其本人近来代言了国产网络游戏《亮剑》。
- 獲得IGF設計創新獎者的程式設計師喬納森·布羅(Jonathan Blow)稱「在你的頭腦當中，《魔獸世界》製造的慾望揮之不去，而且它們又來得如此湊巧。」布羅說，「就像是廣告和對品牌的認同一樣，廠商透過各種推銷活動來製造人們對其的慾望與認同。就遊戲來說也是一樣，因為人是由自身的起源和環境所構成的產物，而我們一直在替他們製造這種環境，並幫他們決定何去何從。」「作為一名設計師，我希望能看到我們利用這一權力來轉變[28][29]。」

### 媒介
- 《魔兽世界》曾經在美國動畫连续剧第十季第八集《要愛，不要魔獸世界》（英語：Make Love, Not Warcraft）中被谐仿，劇中的主角均進入了遊戲世界，而暴雪公司也参与了该集的制作并在剧中出现。剧集播出后受到好评[30]。
- 于暴雪的纪录片《魔兽世界：寻求组队》中出现[31]。

## 其他

### 有關譯名
- 本遊戲中文代理商與譯名尚未確定以前，台灣玩家譯為「魔獸紀元」。
- 在陸版代理商第九城市正式定名《魔獸世界》後，臺灣智凡迪也使用這個譯名。

### 玩魔兽世界的明星
- 姚明玩《魔兽世界》為許多人所知，据传游戏角色为联盟猎人。曾有记者向在养伤期间的姚明问及游戏情况，姚笑答被一高等级牛头人战士杀死，并称对方“太没人品”，“要强烈谴责”[32]。
- 曾保护北京奥运会火炬的残疾运动员金晶也是《魔兽世界》的爱好者。游戏角色所在服为大陆一区的洛萨服务器，自称是一名“骨灰级玩家”[33]。
- 第81届奥斯卡金像奖以返老还童荣获最佳视觉效果的获奖者之一Steve Preeg被披露是一位《魔兽世界》爱好者，并且作为公会会长带领会员击败了《巫妖王之怒》地下城几乎所有首领[34]。
- 谢霆锋一次在拍戏间隙被记者拍到玩魔兽世界的画面，职业盗贼。[35][36]
- 2009年8月3日香港作曲人Eric Kwok於叱吒903電台節目早霸王，自稱長期沉迷於本遊戲，並說謝霆峰告訴他等級70只是遊戲的開始[35]。
- 2012年伦敦奥运会男子双杠冠军、男子团体冠军冯喆也是一名魔兽玩家[37]。
- 演员万茜在湖南卫视节目声临其境为一段魔兽世界CG配音后，在微博自述曾是一位魔兽世界玩家。[38]
- 韓國藝人團體Super junior團員金希澈也曾經在Twitter上說過：「我的WoW的牧師職業是很強的」。[39]

### 影射現實人物的NPC
- Paris Hilton：在遊戲中，玩家可以在沙塔斯城的貧民窟中，於「世界的盡頭小酒館」中找到她和陪伴在她身邊的寵物Tinkerbell，她的身份則是写着「社交名媛」。[40]

## 相关作品

### 系列作品
- 魔兽争霸：人类与兽人
- 魔兽争霸II：黑潮
  - 魔兽争霸II：黑暗之門
- 魔兽争霸III：混乱之治
  - 魔獸爭霸III：冰封王座
- 魔兽世界
  - 魔兽世界：燃烧的远征
  - 魔獸世界：巫妖王之怒
  - 魔獸世界：浩劫與重生
  - 魔獸世界：潘達利亞之謎
  - 魔獸世界：德拉諾之霸
  - 魔獸世界：軍臨天下
  - 魔獸世界：決戰艾澤拉斯
  - 魔兽世界：暗影国度
  - 魔兽世界：巨龙时代
  - 魔兽世界：地心之战
  - 魔兽世界：经典版
- 魔獸兵團

### 衍生产品
- 爐石戰記：魔獸英雄傳

### 同人創作
- 《要爱，不要魔兽世界》
- 《看你妹之网瘾战争》
- 《我叫MT》
- 《联盟的勇士》
- 《如果宅》
- 《AFK PL@YERS》

### 電影
- 魔獸：崛起

## 外部連結

### 官方網站
- （英文）http://us.battle.net/wow/en/ （页面存档备份，存于）（北美）
- （英文）http://eu.battle.net/wow/en/ （页面存档备份，存于）（歐洲）
- （简体中文）http://www.battlenet.com.cn/wow/zh/ （页面存档备份，存于）（中国大陆-已停止營運）
- （繁體中文）http://tw.battle.net/wow/zh/ （页面存档备份，存于）（台灣、香港）